# Commelinidium
Commelinidium es un género de plantas herbáceas perteneciente a la familia de las poáceas. Es originario del oeste de África tropical.

## Citología
El número de cromosomas es de: 2n = 36. 

## Especies
- Commelinidium gabunense (Hack.) Stapf
- Commelinidium mayumbense (Franch.) Stapf
- Commelinidium nervosum Stapf